# Liste nationaler und internationaler meteorologischer Dienste
Diese Liste gibt die nationalen meteorologischen und hydrometeorologischen Dienste, also die Wetterdienste der Staaten, sowie deren internationale Zusammenarbeit.
Mitaufgenommen sind auch einige Wetterdienste autonomer Teile
Nicht erwähnt werden Militärmeteorologische Dienste, sofern sie nicht die nationale Institution sind

## Liste meteorologischer Dienste internationaler Organisationen und Verbünde
gegr. … gegründet
Der Weblink zielt auf die Nachrichtenseite der Website
| Region   | Name | Abk./www              | gegr.     | Sitz           | Anmerkung | Web                              |
| -------- | --- | --------------------- | --------- | -------------- | --- | -------------------------------- |
| weltweit | Navigational Text Messages | NAVTEX                |           | –              | Sicherheits- und Wetterinformationen (Maritime Safety Information), Teildienst des weltweiten Global Maritime Distress Safety System (GMDSS)                                                                                           | → Liste                          |
| weltweit | Radiofax (Weatherfax, Wetterfax) | HF fax                |           | –              | Funkdienst für Wetterkarten | → Liste                          |
| Europa   | Meteoalarm | meteoalarm            | 2007      | Wien AT        | Unwetterdienst der EUMETNET, Netzwerk von über 40 nationalen Diensten und Assoziierte; betreut an der ZAMG | de                               |
| Europa   | European Centre for Medium-Range Weather Forecasts / Centre européen de prévision météorologique à moyen terme / Europäisches Zentrum für mittelfristige Wettervorhersage | ECMWF / CEPMMT / EZMW | 1975      | Reading UK     | Mittelfrist-Prognoserechnung, ca. 20 Mitgliedstaaten | en                               |
| GUS      | North EurAsia Climate Centre / Северо-Евразийский Климатический Центр | NEACC / СЕАКЦ         | 2007      | Moskau RU      | Dienst des Intergovernmental Council on Hydrometeorology (CIH/ICEIC) | en                               |
| UNO      | Severe Weather Information Centre | SWIC                  | 2005/2001 | Hongkong CH    | Dienst der World Meteorological Organization (WMO, Organisation météorologique mondiale OMM), einer UN-Sonderorganisationen, 21 nationale oder regionale Wetterdienste (NMHSs, RSMCs, TCWCs), betrieben am Hong Kong Observatory (HKO) | en                               |
| UNO      | Regional Integrated Multi-Hazard Early Warning System for Africa and Asia                                                                                                 | RIMES                 | 2009      | Klong Luang TH | Warnverbund für Extremereignisse und Tsunamis, 13 Mitgliedstaaten und 18 Assoziierte; Council in Lodhi, Sekretariate in Ulaanbaatar und Hulhulé, Malediven                                                                             | – (nur für Mitglieder, Homepage) |

## Liste nationaler Dienststellen
Name (sortiert ohne Landesname)
Abk./www … Abkürzung, allfällig Name der Webseite
folgende Spalte … sortiert nach der englischen (internationalen) Bezeichnung (ohne Landesname)
folgende Spalte … F = Flugwetterdienst; G = kombiniert mit geophysikalischem Dienst; H = kombiniert mit hydrographischem Dienst; M = auch militärischer Wetterdienst; U = kombiniert mit Umweltwarndienst; W = reiner Wetterdienst
gegr. … gegründet (in Klammer: heutige Form)
Web: Der Weblink zielt auf die Nachrichtenseite der Website (sortiert deutsche Angebote voran, dann englische)
| Land                                       | Name | Abk./www                                      |  |       | gegr.             | Sitz                      | Anmerkung | Web                          |
| ------------------------------------------ | --- | --------------------------------------------- |  | ----- | ----------------- | ------------------------- | --- | ---------------------------- |
| Afghanistan                                | Afghan Meteorological Authority | AMA                                           |  | W     | 1970er            | Kabul                     | 1996 geschlossen, seit 2003 wieder in Aufbau | –                            |
| Albanien                                   | (Institute for Energy water and Environment) | INEUM                                         |  | U     | 1962 (2008)       | Tirana                    | Nationales Institut | –                            |
| Andorra                                    | Servei Meteorològic Nacional (National Meteorological Service) | MeteoAnd                                      |  | H     | 1980              | Andorra la Vella          | Dienststelle des Ministeri de Medi Ambient (Oficina de l’Energia i del Canvi Climàtic) | ca/fr/es                     |
| Algerien                                   | Office National de la Météorologie | ONM, Météo Algerie (meteo.dz)                 |  | W     | 1975 (1998)       | Algier                    | Etablissement Public (EPIC), untersteht dem Ministère des Transports | fr                           |
| Angola                                     | Instituto Nacional de Meteorologia e Geofísica | INAMET                                        |  | G H   | ?                 | Luanda                    | nach Bürgerkrieg in Wiederaufbau | pt                           |
| Aserbaidschan                              | Hidrometeoroloji Proqnozlar Bürosu – Milli Hidrometeorologiya Departamentinin (Hydrometeorological Forecasting Bureau – National Hydrometeorological Department)                                                           | HPB (HFB)                                     |  | H (W) | ?                 | Baku                      | Abteilung des Ministry of Ecology and Natural Resources (Ekologiya və Təbii Sərvətlər Nazirliyi)                                                                                            | en (gesamtes Ministerium)    |
| Australien                                 | Bureau of Meteorology | BOM                                           |  | W     | 1906              | Melbourne                 | Dem Ministery for Environment, Heritage and the Arts unterstellt | en                           |
| Bangladesch                                | Bangladesh Meteorological Department |                                               |  | W     |                   | Dhaka                     | Dem Verteidigungsministerium unterstellt | bn, en                       |
| Belgien                                    | Königliches Meteorologisches Institut von Belgien/ Koninklijk Meteorologisch Instituut van België / Institut royal météorologique de Belgique (Royal Meteorological Institute of Belgium)                                  | KMI / IRM / RMI                               |  | W     | 1913 (ursp. 1823) | Uccle/Ukkel (Brüssel)     | Föderaler Öffentlicher Dienst, untersteht dem Ministerium für Wissenschaftspolitik (BELSPO)                                                                                                 | de                           |
| Bosnien und Herzegowina (Föderation)       | Federalni hidrometeorološki zavod / Федерални хидрометеоролошки завод (Federal Hydrometeorological Institute BH) | FMHZ BIH / ФХМЭ                               |  | H     | 1894 (1997)       | Sarajevo                  | | en                           |
| Bosnien und Herzegowina – Republika Srpska | Републички хидрометеоролошки завод Бања Лука Republički hidrometeorološki zavod (Banja Luka) (Republical Hydrometeorological Institute of Republika Srpska)                                                                | RMHZ BIH / РХМЭ                               |  | H     | 1992              | Banja Luka                | Seit dem Bosienkonflikt unabhängig geführt | sr                           |
| Botswana                                   | Department of Meteorological Services | DMS                                           |  | W     | (1975)            | Gaborone                  | Abteilung des Ministry of Works and Communications | en                           |
| Brasilien                                  | Instituto Nacional de Meteorologia | INMET                                         |  | W     | (1909)            | Brasília                  | Abteilung des Ministério da Agricultura e Pecuária | pt                           |
| Bulgarien                                  | Национален институт по метеорология и хидрология Nationalen institut po meteorologiya i chidrologija (National Institute of Meteorology and Hydrology)                                                                     | НИМХ (NIMH)                                   |  | H     | 1990              | Sofia                     | Institut der Bulgarischen Akademie der Wissenschaften (Българска академия на науките – БАН/BAS)                                                                                             | en                           |
| Dänemark                                   | Danmarks Meteorologiske Institut (Danish Meteorological Institute) | DMI                                           |  | F M   | 1872 (1990)       | Kopenhagen                | Dienststelle des Klimaministeriums | en                           |
| Deutschland                                | Deutscher Wetterdienst | DWD                                           |  | W     | 1952 (ursp. 1868) | Offenbach am Main Hamburg | Dienststelle des Bundesministerium für Digitales und Verkehr; Seefunk: DDH47 | de                           |
| Fidschi                                    | Fiji Meteorological Service | FMS                                           |  | W     | ?                 | Nadi                      | Department under the Government | en                           |
| Finnland                                   | Ilmatieteen laitos Meteorologiska institutet (Finnish Meteorological Institute) | FMI                                           |  | W     | 1838 (1969)       | Helsinki                  | Service- und Forschungsagentur des Ministeriums für Transport und Kommunikation (Liikenne- ja viestintäministeriö / Kommunikationsministeriet)                                              | en                           |
| Frankreich                                 | Météo-France (Meteo-France) | METEO-FRANCE                                  |  | W     | 1878 (1993)       | Paris                     | Dienststelle des Ministère de l’Écologie, du Développement durable, des Transports et du Logement (MEDTL, Abt. Énergies et Climat)                                                          | fr                           |
| Guinea-Bissau                              | Instituto Nacional de Meteorologia da Guiné-Bissau | INM-GB                                        |  | F U   | 1964              | Bissau                    | Untersteht dem Ministério dos Transportes e Comunicações | pt                           |
| Griechenland                               | Εθνική Μετεωρολογική Υπηρεσία Ethniki Meteorologiki Iperesia (Hellenic National Meteorological Service) | ΕΜΥ (HNMS)                                    |  | M     | 1931              | Athen-Hellinikon          | Untersteht dem Verteidigungsministerium (Υπουργείο Εθνικής Άμυνας – ΥΠΕΘΑ) und dem Generalstab der Gr. Luftwaffe                                                                            | en                           |
| Indien                                     | India Meteorological Department | IMD                                           |  | W     | 1875              | Neu-Delhi                 | Bundesbehörde | en                           |
| Italien                                    | Agenzia nazionale per la meteorologia e climatologia | ItaliaMeteo                                   |  | W     | 2017 (2022)       | Bologna                   | Dienststelle des Ministerratspräsidiums | it                           |
| Italien                                    | Servizio Meteorologico dell’Aeronautica Militare | MeteoAM                                       |  | M     | 1876              | Pratica di Mare           | Dienststelle beim Generalstab der ital. Luftwaffe in Rom | it                           |
| Italien – Südtirol                         | Wetterdienst der Autonomen Provinz Bozen / Servizio meteorologico della Provincia Autonoma di Bolzano | –                                             |  | H (W) | 1996              | Bozen                     | Angebot des Hydrographischen Amts (Ufficio idrografico) der Landesverwaltung Autonome Provinz Bozen – Südtirol                                                                              | de                           |
| Island                                     | Veðurstofa Íslands (Icelandic Meteorological Office) | IMO (VERDUR)                                  |  | U     | 1920 (2009)       | Reykjavík                 | Monitoringbehörde für Naturgefahren | en                           |
| Israel                                     | השירות המטאורולוגי הישראלי (Israel Meteorological Service) | IMS                                           |  | W     | 1947 (1937)       | Beit Dagan                | Abteilung des Ministry of Transportation | en                           |
| Japan                                      | きしょうちょう / Kishō-chō (Japan Meteorological Agency) | JMA / 気象庁                                  |  | W     | 1875              | Tokio-Chiyoda             | Abteilung des Ministry of Land, Infrastructure, Transport and Tourism | en                           |
| Kap Verde                                  | Instituto Nacional de Meteorologia e Geofísica | INMG                                          |  | G     | 2000              | Espargos                  | Nachfolger des Serviço de Meteorologia e Geofísica | pt                           |
| Kasachstan                                 | Статус Республиканского Государственного Предприятия Status Respublikanskogo Gosudarstwennogo Predprijatija (National Hydrometeorological Service)                                                                         | Казгидромет Kazhydromet (NHMS)                |  | H     | 1922              | Astana                    | Staatliches Unternehmen | en                           |
| Kirgistan                                  | О гидрометеорологической деятельности [вКыргызской Республике / в КР] O gidrometeorologicheskoj dejatelnosti (Main Hydrometeorological Administration)                                                                     | Кыргызгидромет Kyrhydromet                    |  | H     | 1926 (2006)       | Bischkek                  | | ky                           |
| Kroatien                                   | Državni hidrometeorološki zavod (Meteorological and hydrological service) | DHMZ (MHSC)                                   |  | H     | 1947              | Zagreb                    | | en                           |
| Litauen                                    | Latvijas Vides, ģeoloģijas un meteoroloģijas centrs (Lithuania Local Weather Services) | LVĢMC (meteo.lv)                              |  | G H U | 2009 (1920)       | Riga                      | Staatliches Unternehmen | en                           |
| Luxemburg                                  | Météo Luxembourg | MeteoLux                                      |  | F     | ?                 | Luxembourg                | Dienst des Département météorologique der Administration de la navigation aérienne (Luftfahrtverwaltung, ANA), unter dem Ministère de la Mobilité et des Travaux publics                    | de                           |
| Moldau                                     | Serviciulu Hidrometeorologic de Stat / Государственной Гидрометеорологическая Служба Gosudarstwennoj Gidrometeorologitscheskaja Sluschba (State Meteorological Service)                                                    | SHS /ГГС                                      |  | W     | 1944              | Chișinău                  | | en                           |
| Montenegro                                 | Hidrometeorološki zavod Crne Gore (Hydrometeorological Service of Montenegro) | HMZCG                                         |  | H     | 1931              | Podgorica                 | | me / en                      |
| Mosambik                                   | Instituto Nacional de Meteorologia (Mozambique National Institute of Meteorology) | INAM                                          |  | W     | 1909 (1989)       | Maputo                    | Unter dem Ministério dos Transportes e Comunicações | pt → Previsão do Tempo       |
| Nepal                                      | Department of Hydrology and Meteorology (जल तथा माैसम विज्ञान विभाग) | DHM                                           |  | H     | 1962 (1988)       | Kathmandu                 | Untersteht dem Ministry of Energy, Water Resources and Irrigation | en                           |
| Niederlande                                | Koninklijk Nederlands Meteorologisch Instituut (Royal Netherlands Meteorological Institute) | KNMI                                          |  | W     | 1854              | De Bilt                   | Untersteht dem Ministerie van Verkeer en Waterstaat | en nieuws                    |
| Nigeria                                    | Nigerian Meteorological Agency | NiMet                                         |  | W     | 2003              | Abuja                     | | en                           |
| Nordmazedonien                             | Управа за хидрометеоролошки работи Uprava za hidrometeorološki raboti (National Hydrological and Meteorological Service)                                                                                                   | NHMS / УХМР                                   |  | H     | ?                 | Skopje                    | | en                           |
| Norwegen                                   | Meteorologisk Institutt (Norwegian Meteorological Institute) | met.no                                        |  | M     | 1866              | Oslo                      | Untersteht dem Kunnskapsdepartementet (M.f. Bildung u. Forschung); Wetterdienst yr.no mit Norwegischen Rundfunk NRK                                                                         | yr (no/en, met.no)           |
| Österreich                                 | GeoSphere Austria |                                               |  | G     | 1851 (1904)       | Wien                      | Teilrechtsfähige Dienststelle des Wissenschaftsministeriums | de                           |
| Osttimor                                   | Direção Nacional de Meteorologia e Geofísica de Timor-Leste | DNMG                                          |  | G     | 2005              | Dili                      | Abteilung des Ministério dos Transportes e Comunicações | pt                           |
| Österreich                                 | Austro Control | ACG                                           |  | F     | 1993              | Wien                      | Ehemaliges Bundesamt für Zivilluftfahrt, amtlicher Flugwetterdienst (MeteoServe Wetterdienst GmbH)                                                                                          | de                           |
| Paraguay                                   | Dirección de Meteorología e Hidrología | DMH                                           |  | M H F | 1938 (1990)       | Asunción                  | Untersteht dem Verteidigungsministerium, mit Flugwetterdienst | es                           |
| Polen                                      | Państwowa Służba Hydrologiczno-Meteorologiczna (State Hydrological and Meteorological Service) | PSHM (IMGW)                                   |  | H     | 1919 (1972)       | Warschau                  | Dienst des Institut für Meteorologie und Wasserwirtschaft Instytut Meteorologii i Gospodarki Wodnej – Państwowy Instytut Badawczy (IMGW-PIB, Institute of Meteorology and Water Management) | en (warnings)                |
| Portugal                                   | Instituto Português do Mar e da Atmosfera (Portuguese Institute for the Sea and the Atmosphere) | IPMA                                          |  | H     | 1946              | Lissabon                  | Gegründet als Serviço Nacional de Meteorologia, bis 2012 Instituto de Meteorologia | en                           |
| Ruanda                                     | Rwanda Meteorology Agency | METEO-RWANDA                                  |  | W     | 1963              | Kigali                    | unter dem Umweltministerium | en                           |
| Rumänien                                   | Administratia Nationala de Meteorologie (National Meteorological Administration) | Meteo Romania (ehem. INMH)                    |  | W     | 1884 (1920, 2004) | Bukarest-Ploiești         | Untersteht dem Ministerul Mediului și Pădurilor (M.f. Umwelt und Forstwesen) | en                           |
| Russland                                   | Федеральная служба по гидрометеорологии и мониторингу окружающей среды Federalnaya sluschba po gidrometeorologii i monitoringu okruschajuschchej sredy (Federal Service for Hydrometeorology and Environmental Monitoring) | Росгидромет / Roshydromet (meteoinfo.ru)      |  | H     | 1930 (2004)       | Moskau                    | | en                           |
| Sambia                                     | Zambia Meteorological Department | ZMD                                           |  | W     | 1964              | Lusaka                    | Abteilung (specialized agency) des Ministry of Communications and Transport (MCT) | en                           |
| São Tomé und Príncipe                      | Instituto Nacional de Meteorologia | INM                                           |  | W     |                   | São Tomé                  | Abteilung der Direcção Geral do Ambiente im Ministério das Obras Públicas e Recursos Naturais                                                                                               | pt                           |
| Schweden                                   | Sveriges meteorologiska och hydrologiska institut (Swedish Meteorological and Hydrological Institute) | SMHI                                          |  | H     | 1874 (1919)       | Norrköping                | Untersteht dem Miljö- och energidepartementet (M.f. Umwelt u. Energie) | en                           |
| Schweiz                                    | Bundesamt für Meteorologie und Klimatologie / Office fédéral de météorologie et de climatologie / Ufficio federale di meteorologia e climatologia (Federal Office of Meteorology and Climatology)                          | Meteo Schweiz / Météo Suisse / Meteo Svizzera |  | W     | 1880              | Zürich                    | Bundesbehörde der Schweizerischen Eidgenossenschaft | deen                         |
| Serbien                                    | Републички хидрометеоролошки завод Србије Republički hidrometeorološki zavod Srbije (Republic Hydrometeorological Institute of Serbia)                                                                                     | RHMS / РХМС / HIDMET                          |  | W     | 1888 (2003)       | Belgrad                   | | en, Mldg. (en, sr)           |
| Simbabwe                                   | Zimbabwe Meteorological Services (Department) | ZMS                                           |  | W     | 1925 (2003)       | Harare                    | Abteilung des Ministry of Transport and Communications | en                           |
| Slowakei                                   | Slovenský hydrometeorologický ústav (Slovak Hydrometeorological Institute) | SHMÚ (SHMU)                                   |  | H     | ?                 | Bratislava                | | en                           |
| Slowenien                                  | Urad za meteorologijo – Agencija Republike Slovenije za okolje (Meteorology Office – Slovenian Environment Agency) | ARSO-UM (meteo.si)                            |  | U     | ?                 | Ljubljana                 | Amt der Umweltagentur, einer Abteilung des Ministrstvo za okolje in prostor Republike Slovenije (M.f. Umwelt und Raumplanung)                                                               | en Mldg. si                  |
| Spanien                                    | Agencia Estatal de Meteorología | AEMET                                         |  | W     | 2008              | Madrid                    | Amt unter dem Secretaría de Estado de Cambio Climático des Ministerio de Agricultura, Alimentación y Medio Ambiente (MAGRAMA)                                                               | es                           |
| Eswatini                                   | Swaziland Meteorological Service | SMS                                           |  | W     | 1992              | Mbabane                   | Abteilung des Ministry of Environmental Affairs | en                           |
| Tadschikistan                              | Отдел метеорологических прогнозов Otdel meteorologitscheskitsch prognosow (Meteorological Forecast Centre) | ОМП / (MFC, meteo.tj)                         |  | H     | 1932              | Duschanbe                 | Institut der Agency on Hydrometeorology der State Administration for Hydrometeorology (Государственное Учреждение по гидрометеорологии Республики Таджикистан)                              | en                           |
| Tansania                                   | Tanzania Meteorological Authority | TMA                                           |  | W     | 2019              | Dodoma                    | Unter Leitung des Ministry of Transport (MOT) | en                           |
| Tschechische Republik                      | Český hydrometeorologický ústav, Úsek meteorologie a klimatologie (Czech Hydrometeorological Institut) | ČHMÚ, ÚMK (CHMI)                              |  | H (W) | 1919 (1954)       | Prag                      | Wetterdienst ist Abteilung des Tschechischen Hydrometeorologischen Instituts; integrierter Warndienst SIVS                                                                                  | en, SIVS en/cz, infomet (cz) |
| Tunesien                                   | Institut national de la météorologie (الجمهورية التونسية - وزارة النقل, National Institute of Meteorology) | INM (NIM, meteo.tn)                           |  | G F H | 1974 (1885)       | Tunis-El Khadra           | Untersteht dem Ministère du Transport | fr en                        |
| Türkei                                     | Meteoroloji Genel Müdürlüğü (Turkish State Meteorological Service) | MGM (TSMS, SMTR)                              |  | W     | 1937              | Ankara-Keçiören           | | de                           |
| Ukraine                                    | Український гідрометеорологічний центр Ukrayinskij hidrometeorologitschnij zentr (Ukrainian Hydrometeorological Center) |                                               |  | H     | ?                 | Kiew                      | Dienststelle des Ministry of Ukraine for Emergencies (Міністерство надзвичайних ситуацій України)                                                                                           | en                           |
| Ungarn                                     | Országos Meteorológiai Szolgálat (Meteorological Service of Hungary) | OMSZ                                          |  | W     | 1870 (1992)       | Budapest                  | | hu Artikel (hu).             |
| Vereinigtes Königreich                     | Met Office | Met Office                                    |  | W     | 1854 (2011)       | Exeter DV                 | Trading fund des Department for Business, Innovation and Skills (vor 2011 am Verteidigungsministerium)                                                                                      | en                           |
| Vereinigte Staaten                         | National Weather Service | NWS                                           |  | W     | 1870 (1970)       | Silver Spring MD          | Eine der sechs Abteilungen der National Oceanic and Atmospheric Administration (NOAA), unter dem Department of Commerce                                                                     | en                           |
| Volksrepublik China                        | Chinesisches Amt für Meteorologie | CMA                                           |  | U     | 1949              | Peking                    | Dem Staatsrat der Volksrepublik China unterstellt | en                           |
| Zypern                                     | Μετεωρολογική Υπηρεσία – Τμήμα Μετεωρολογίας Meteorologiki Ipiresia – Tmima Meteorologias / Meteorological Service – Department of Meteorology                                                                             | MS                                            |  | H F   | ?                 | Nikosia                   | Dienststelle des Ministry of Agriculture, Natural Resources and Environment (MOA, Υπουργείο Γεωργίας Φυσικών Πόρων και Περιβάλλοντος); auch hydrograph. und Flugwetterdienst                | en Karte                     |